# Gaditusa
Gaditusa is een geslacht van hooiwagens uit de familie Podoctidae.
De wetenschappelijke naam Gaditusa is voor het eerst geldig gepubliceerd door Roewer in 1949. 

## Soorten
Gaditusa is monotypisch en omvat slechts de volgende soort:
- Gaditusa coxalis